# Giagu Ledda
Giagu Ledda (Uri, Sardenya, 1949) és metge anestesiòleg i resideix a Catalunya des de l'any 1981. La seva llengua materna és la sarda i ell es dedica a la seva defensa i difusió. Ha col·laborat i col·labora amb articles a revistes sardes, en paper i digitals; ha traduït a l'edició sarda de Le Monde Diplomatique diferents articles de l'edició francesa. Ha publicat al sard, de l'original italià, les novel·les Pòju Luàdu, de l'escriptora Maria Giacobbe i La mare de l'escriptora Grazia Deledda, premi Nobel 1926.
Del català ha traduït al sard la novel·la de Mercè Rodoreda La plaça del Diamant. També ha traduït i publicat al sard l'Elogi de la paraula, Elogi de la poesia de Joan Maragall. Juntament amb altres disset llengües, editada per la Universitat de Valladolid, ha publicat la traducció al sard del cant VIII del Poema del Bosch, d'Alexandre de Riquer, en prosa.